# Kabinett Kalvītis II
Das Kabinett Kalvītis II war die dreizehnte Regierung Lettlands nach der Unabhängigkeit 1990. Es amtierte vom 7. November 2006 bis zum 20. Dezember 2007.
Bei der Parlamentswahl im Oktober 2006 wurde zum ersten Mal eine lettische Regierung im Amt bestätigt. Die drei Koalitionspartner Volkspartei (TP), Lettlands Weg/Lettlands erste Partei (LC/LPP) und Bündnis der Grünen und Bauern (ZZS) verfügten zusammen über 51 der 100 Parlamentssitze. Die Partei Für Vaterland und Freiheit (TB/LNNK), die bisher die Regierung toleriert hatte, wurde in die Koalitionsregierung aufgenommen, die sich damit auf 59 Abgeordnete stützen konnte.
Das starke Wirtschaftswachstum der vergangenen Jahre begann sich abzuschwächen und die Regierung war, wie auch schon die Vorgängerregierung, in Korruptionsaffären verwickelt. Der Versuch von Regierungschef Aigars Kalvītis vom 24. September 2007, den Leiter der Anti-Korruptionsbehörde (KNAB) Aleksejs Loskutovs zu entlassen, führte zu einem Zerwürfnis innerhalb seiner Partei der TP. Vier Minister verließen die Regierung. Auch wenn Kalvītis die Vertrauensabstimmung im Parlament am 19. Oktober knapp gewann, führten öffentliche Proteste dazu, dass Kalvītis am 5. Dezember zurücktrat. Die Nachfolgeregierung unter Leitung des bisherigen Innenministers Ivars Godmanis (LC/LPP), der bereits von 1990 bis 1993 Ministerpräsident war, stützte sich auf die gleichen vier Fraktionen wie die Regierung Kalvītis.

## Kabinettsmitglieder
| Ressort                                         | Name                            | Partei | Partei  | Amtszeit                              |
| ----------------------------------------------- | ------------------------------- | ------ | ------- | ------------------------------------- |
| Ministerpräsident                               | Aigars Kalvītis                 |        | TP      | 7. November 2006 – 20. Dezember 2007  |
| Verteidigungsminister                           | Atis Slakteris                  |        | TP      | 7. November 2006 – 20. Dezember 2007  |
| Außenminister                                   | Artis Pabriks                   |        | TP      | 7. November 2006 – 28. Oktober 2007   |
| Außenministerin                                 | Helēna Demakova (kommissarisch) |        | TP      | 29. Oktober 2007 – 8. November 2007   |
| Außenminister                                   | Māris Riekstiņš                 |        | TP      | 8. November 2007 – 20. Dezember 2007  |
| Minister für Kinder und Familien                | Ainars Baštiks                  |        | LPP     | 7. November 2006 – 20. Dezember 2007  |
| Wirtschaftsminister                             | Jurijs Strods                   |        | TB/LNNK | 7. November 2006 – 17. September 2007 |
| Wirtschaftsminister                             | Aigars Kalvītis (kommissarisch) |        | TP      | 18. September 2007 – 22. Oktober 2007 |
| Wirtschaftsminister                             | Gaidis Bērziņš                  |        | TB/LNNK | 22. Oktober 2007 – 20. Dezember 2007  |
| Finanzminister                                  | Oskars Spurdziņš                |        | TP      | 7. November 2006 – 20. Dezember 2007  |
| Innenminister                                   | Ivars Godmanis                  |        | LC      | 7. November 2006 – 20. Dezember 2007  |
| Ministerin für Bildung und Wissenschaft         | Baiba Rivža                     |        | LZS     | 7. November 2006 – 20. Dezember 2007  |
| Kulturministerin                                | Helēna Demakova                 |        | TP      | 7. November 2006 – 20. Dezember 2007  |
| Sozialministerin                                | Dagnija Staķe                   |        | LZS     | 7. November 2006 – 8. November 2006   |
| Sozialministerin                                | Iveta Purne                     |        | LZS     | 8. November 2006 – 20. Dezember 2007  |
| Minister für Regionale Entwicklung und Kommunen | Aigars Štokenbergs              |        | TP      | 7. November 2006 – 19. Oktober 2007   |
| Minister für Regionale Entwicklung und Kommunen | Oskars Spurdziņš                |        | TP      | 20. Oktober 2007 – 8. November 2007   |
| Minister für Regionale Entwicklung und Kommunen | Edgars Zalāns                   |        | TP      | 8. November 2006 – 20. Dezember 2007  |
| Verkehrsminister                                | Ainārs Šlesers                  |        | LPP     | 7. November 2006 – 20. Dezember 2007  |
| Justizminister                                  | Gaidis Bērziņš                  |        | TB/LNNK | 7. November 2006 – 20. Dezember 2007  |
| Gesundheitsminister                             | Gundars Bērziņš                 |        | TP      | 7. November 2006 – 17. Januar 2007    |
| Gesundheitsminister                             | Aigars Kalvītis (kommissarisch) |        | TP      | 18. Januar 2007 – 25. Januar 2007     |
| Gesundheitsminister                             | Vinets Veldre                   |        | TP      | 25. Januar 2007 – 20. Dezember 2007   |
| Umweltminister                                  | Raimonds Vējonis                |        | LZP     | 7. November 2006 – 20. Dezember 2007  |
| Landwirtschaftsminister                         | Mārtiņš Roze                    |        | LZS     | 7. November 2006 – 20. Dezember 2007  |
|                                                 |                                 |        |         |                                       |
| Minister für besondere Angelegenheiten          |                                 |        |         |                                       |
| Digitalisierung                                 | Ina Gudele                      |        | LZS     | 7. November 2006 – 20. Dezember 2007  |
| Soziale Integration                             | Oskars Kastēns                  |        | LPP     | 7. November 2006 – 20. Dezember 2007  |
| EU-Fördermittel                                 | Normunds Broks                  |        | TB/LNNK | 7. November 2006 – 20. Dezember 2007  |

## Parteien
|  | Partei                               |
|  | ------------------------------------ |
|  | Lettlands Weg (LC)                   |
|  | Lettlands erste Partei (LPP)         |
|  | Grüne Partei Lettlands (LZP)         |
|  | Bauernverband Lettlands (LZS)        |
|  | Für Vaterland und Freiheit (TB/LNNK) |
|  | Volkspartei (TP)                     |